# Землетрясение к западу от Бомонта (2010)
Землетрясение магнитудой 4,3 произошло 16 января 2010 года в 12:03:25 (UTC) в 4 км к западу от ближайшего населённого пункта Бомонт в округе Риверсайд, штат Калифорния, США. Гипоцентр землетрясения располагался на глубине 13,1 километров.
Землетрясение ощущалось в Сан-Джасинто, Анджелус Окс, Баннинге, Бомонте, Калимеса, Форест Фолс, Хемет, Хомленде и других населённых пунктах Калифорнии, от озера Хьюс на северо-западе до города Броли на юго-востоке.
Сообщений о жертвах и разрушениях не поступало.

## Тектонические условия региона
Землетрясение произошло в зоне разломов Бомонт-Плейн. Эта зона разломов представляет собой ряд уступов, простирающихся в северо-западном направлении в эшелоне разломов, которые пересекают четвертичные аллювиальные отложения в окрестностях Бомонта. Большинство уступов обращено на северо-восток, но один короткий сегмент обращён на юго-запад. Учёные предполагают, что они были сформированы в результате смещения и проскальзывания литосферных плит и, вероятно, представляют собой поле деформации растяжения. Эта интерпретация подкрепляется близко расположенными северо-восточными и юго-западными уступами к северо-востоку от Бомонта, которые связаны с ниспадающим блоком, который образует грабен. Подобные разломы, имеющие северо-западное направление и северо-восточные обрывы, встречаются в других местах в регионе перевала Сан-Горгонио — например, обрывы, которые были отнесены к современному следу разлома Сан-Андреас в Флэт-Берро, и обвалы вблизи Оук-Глена и каньона Вайлдвуд. Эти разломы имеют связанные черты, сформированные региональным расширением.